# یرقان
یرقان یا زردی (به انگلیسی: Icterus یا Jaundice) به‌معنی تغییر رنگ و زرد شدن پوست، صلبیه و غشاهای مخاطی ناشی از بالا رفتن بیلی روبین خون است. بالا رفتن غلظت پلاسمایی بیلی روبین اغلب ناشی از بیماری‌های پیش‌کبدی، کبدی (مانند هپاتیت) و پس‌کبدی (مانند سنگ کیسهٔ صفرا) است. کیسه صفرا وظیفه دفع بیلی روبین که ماده‌ای حاصل از تخریب گلبول‌های قرمز است را دارد با داشتن رژیم غذایی چرب کلسترول در صفرا افزایش میابد و رسوب می‌کند در نهایت سنگ صفرا ایجاد می‌شود و بیلی روبین به وسیله کیسه صفرا نمی‌تواند دفع شود.

## زردی نوزادان
زردی نوزادی ناشی از بالا رفتن بیلی روبین مستقیم یا غیرمستقیم است، که نوع غیرمستقیم می‌تواند به کرن ایکتروس بینجامد و لذا خطرناک است. این حالت بر اثر شروع نشدن فعالیت آنزیم‌های مؤثر بر روی بیلی روبین، در هنگام تولد روی می‌دهد. پس از تولد و با گذشت چند روز، این آنزیم‌ها معمولاً فعال می‌شوند و حالت یرقان برطرف می‌گردد.
زردی در کودکان شامل بی‌رنگ یا زرد شدن پوست بدن و چشم‌ها می‌شود. بی‌رنگی و زردی پوست و چشم بر اثر افزایش میزان مادهٔ زردرنگی به نام بیلی روبین در خون است و باعث تجمع این ماده در زیر پوست و زرد شدن آن می‌شود که بیشتر این زردی تا بالای قفسهٔ سینه ادامه پیدا می‌کند. شستن بدن نوزاد با عرق کاسنی همراه با آب ولرم نیز در درمان زردی مؤثر است.
یکی از بیماری‌هایی که گاهی به‌طور جدی نوزاد و پدر و مادر او را دچار مشکل می‌کند، زردی است. به‌طورکلی، بیش از ۷۰ درصد نوزادان، در روزهای نخستینِ پس از تولد با این بیماری مواجه می‌شوند که بیانگر شایع بودن آن در نوزادان است و این آمار در نوزادانی که پیش از موعد متولد شده‌اند به حدود ۸۰ درصد می‌رسد.
برای درمان زردی در نوزادان از شیرخشت نیز استفاده می‌کنند. راه دیگر آن خواباندن عریان نوزاد در زیر نور مهتابی است. به منظور این کار دستگاه‌هایی با نام دستگاه‌های فتوتراپی طراحی شده‌است و نوزاد را برای ۲ یا ۳ روز یا بیشتر در داخل این دستگاه می‌خوابانند.

## آثار یرقان
عوامل مختلفی می‌توانند رنگ زرد به پوست بدهند؛ مثلاً خوردن بیش از حد هویج. اما فقط یرقان واقعی رنگ پوست و سفیدی چشم را زرد می‌کند و حتی ادرار را به رنگ چای درمی‌آورد.
این تغییر رنگ در واقع زنگ خطری برای عفونت کبدی یا انسداد مجرای صفرا است. در حالت عادی، کیسهٔ صفرا به‌طور مداوم صفرای تیره‌رنگ برای هضم مواد چربی می‌فرستد.
گاهی یک سنگ صفراوی (که از صدها قطعه کلسترول تشکیل شده‌است) مجرای صفرا را می‌گیرد و باعث رانده شدن صفرا به داخل جریان خون می‌گردد. رنگ تیرهٔ صفرا خود را در پوست و چشم نشان می‌دهند؛ یعنی رنگی که باید روده را طی کند وارد گردش خون می‌شود و پوست و چشم و ادرار را رنگی می‌کند. درد شکم نیز ممکن است با آن همراه باشد.
هپاتیت (یا التهاب کبد) هم می‌تواند ایجاد یرقان کند.

## درمان یرقان
یرقان به‌خودی خود برای سلامت بدن خطر به‌حساب نمی‌آید، بلکه نشانهٔ وجود گرفتاری دیگری است که باید درمان شود. پس از انجام آزمایش، اگر پزشک تشخیص التهاب کبد بدهد، در دوران بیماری باید رژیم غذائی کم‌چربی و پرکربوهیدارت را برای بیمار تجویز کند. اگر وجود عفونت رد شود، آزمایش‌هایی برای یافتن علت قطع جریان طبیعی صفرا انجام می‌شود. اگر سنگ یا توموری وجود داشته باشد، باید با عمل جراحی برداشته شود.

### نگرانی از یرقان
یرقان خودش یک بیماری نیست بلکه نشانه‌ای از یک بیماری زمینه‌ای است و به صورت زرد شدن پوست و سفیدی چشم خود را نشان می‌دهد. این عارضه ناشی از وجود ماده زرد رنگ صفرا به اسم بیلی روبین در خون است. این ماده رنگی زمانی تشکیل می‌شود که گلبول‌های پیر قرمز خون به‌طور طبیعی شکسته و تجزیه می‌شوند اما وقتی برخی از بیماری‌ها ایجاد شوند این ماده رنگی در خون جمع می‌شود و رنگ پوست را زرد می‌کند. از علت‌های احتمالی یرقان می‌توان به هپاتیت (التهاب کبد)، انسداد یا ناهنجاری‌های مجاری صفراوی و انواع مشخصی از کم خونی‌ها اشاره کرد. زردی پوست غالباً همراه با ادرار قهوه‌ایی تیره است و این بخاطر ریزش بیش از حد این ماده رنگی از خون به داخل ادرار می‌باشد. همچنین ممکن است مدفوع بی‌رنگ شود زیرا این ماده رنگی به اندازه کافی در روده‌ها وجود ندارد تا رنگ مدفوع را تیره کند یرقان در یک سوم از نوزادان در خلال اولین هفته بعد از تولد اتفاق می‌افتد به این نوع زردی یرقان فیزیولوژیک می‌گویند، تقریباً در کلیهٔ چنین مواردی بیماری مشخصی عامل آن نیست بلکه فقط بخاطر آن است که کبد و دستگاه گوارش کودک هنوز خود را با زندگی بیرون از رحم عادت نداده‌است. (به هر حال هرگونه زردی دوره نوزادی را باید به پزشک نشان داد تا توسط وی بررسی‌ها و تصمیمات لازم اتخاذ شود).

## میزان خطر یرقان
یرقان باید به‌طور جدی درمان شود، زیرا معمولاً یک بیماری در پسِ آن نهفته‌است.